# Erina androlus
Erina androlus är en fjärilsart som beskrevs av William Henry Miskin 1890. Erina androlus ingår i släktet Erina och familjen juvelvingar. Inga underarter finns listade i Catalogue of Life.